# Jogador do Ano da IHF de 2012
O IHF World Player of the Year de 2012 foi a 22a premiação de Melhor Jogador de Handball do ano pela Federação Internacional de Handebol (IHF).
Com o patrocínio da empresa Grundfos, além de um troféu, os vencedores receberam um cheque no valor de 10.000 Euro.
O resultado foi divulgado no dia 08 de janeiro de 2013. No dia 27 de janeiro, no intervalo da final do Campeonato Mundial Masculino de 2013, o prêmio foi entregue, numa cerimônia que contou com as presenças de Hassan Moustafa, presidente da IHF, da Mary Donaldson, Princesa Herdeira da Dinamarca, e de Kim Klastrup, representante da Grundfos.
Alexandra Nascimento tornou-se o segundo brasileiro a participar deste prêmio (em 2003, Bruno Souza já havia concorrido), e o primeiro a vencer.

## Lista de Indicados e Resultado da Votação
| Categoria | Posição | Jogador                 | Clube                   | % Votos | Ref.  |
| --------- | ------- | ----------------------- | ----------------------- | ------- | ----- |
| Masculino | 1.      | Daniel Narcisse         | THW Kiel                | 25%     | [ 4 ] |
| Masculino | 2.      | Mikkel Hansen           | Paris Handball          | 21%     | [ 4 ] |
| Masculino | 3.      | Filip Jicha             | THW Kiel                | 18%     | [ 4 ] |
| Masculino | 3.      | Kim Andersson           | KIF Kolding             | 18%     | [ 4 ] |
| Masculino | 3.      | Julen Aguinagalde       | Atlético de Madrid      | 18%     | [ 4 ] |
| Feminino  | 1.      | Alexandra do Nascimento | Hypo Niederösterreich   | 28%     | [ 4 ] |
| Feminino  | 2.      | Heidi Löke              | Audi ETO Györ           | 24%     | [ 4 ] |
| Feminino  | 2.      | Bojana Popovic          | Buducnost Podgorica     | 24%     | [ 4 ] |
| Feminino  | 4.      | Andrea Penezic          | Krim Mercator Ljubljana | 12%     | [ 4 ] |
| Feminino  | 4.      | Katarina Bulatovic      | Oltchim Valcea          | 12%     | [ 4 ] |

### Vencedores
| Categoria | Jogador              | Nacionalidade | Clube                 | Ref.        |
| --------- | -------------------- | ------------- | --------------------- | ----------- |
| Masculino | Daniel Narcisse      | França        | THW Kiel              | [ 5 ]       |
| Feminino  | Alexandra Nascimento | Brasil        | Hypo Niederösterreich | [ 5 ] [ 6 ] |